# PVP (Band)
PVP (Pute Vierge Production) ist eine Schweizer Hip-Hop-Band aus Bern. Die Gruppe setzt sich aus den vier MCs Krust, Phantwo, Greis und Poul Prügu zusammen. Im August des Jahres 1999 wurde die erste Schallplatte Äsche zu Schtoub auf einer Auflage von 750 Stück veröffentlicht. Zwei Jahre später erschien die CD-EP From Hell to Heaven and Back. Zum gleichnamigen Titelsong wurde ein Videoclip gedreht. Im Jahr 2004 wurde schliesslich das erste PVP-Album Eifach Nüt veröffentlicht, welches Platz 26 der Charts belegen konnte. Die dritte EP Aus Abfackle kam im Februar 2005 in die Plattenläden.
PVP bilden gemeinsam mit Wurzel 5 und dem Rapper Baze den Chlyklass-Clan. 2005 wurde das Album ke Summer veröffentlicht, welches Platz 12 der Charts erreichen konnte. Im Jahr 2008 erschien ausserdem das Album Classicos von Krust und Poul Prügu unter dem Namen Rollin'500. Des Weiteren hat Greis vier Soloalben produziert: Eis (2003), 2 (2007), 3 (2009) und Me Love (2012).

## Diskografie

### Eigene Werke
- 1999: Äsche zu Schtoub (Vinyl EP)
- 2001: From Hell to Heaven and Back (EP)
- 2004: Eifach nüt (Album)
- 2005: Aus Abfackle (EP)
- 2011: Es geit (Album)

### Artist Releases und Sonstige Veröffentlichungen
- 1997: Hasta La Victoria Siempre (Lied auf der 8. Juni-CD-Compilation)
- 1998: Baby Bitch / Zyt zum D'Sitä Dräiä (Lieder auf der Rapresent-Compilation)
- 2000: Im Fluss (Lied auf der More-Compilation)
- 2002: Hersh’n'Bersh (Chlyklass Maxi)
- 2003: Eis (Greis Album)
- 2005: ke Summer (Chlyklass Album)
- 2007: 2 (Greis Album)
- 2008: Classicos (Krust und Poul Prügu Album)
- 2009: 3 (Greis Album)
- 2009: Wär het xeit (Lied auf Webba's Album Deheim?)
- 2010: Imperium schlat zrügg (Lied auf Sad's Smalltalk)
- 2012: Me Love (Greis Album)
- 2015: Wie so immer mir? (Chlyklass Album)